# Градиште (Соколовица)
Градиште или Град је назив за рушевине тврђаве у Србији које се налазе на узвишењу Град изнад Жуковачке (Алдиначке) реке (десне притоке Трговишког Тимока) код места Градиште, југоисточно од данашњег Књажевца. Археолошка истраживања на овом локалитету нису обављана, док је рекогносцирање терена обављено 2003. године. Од некадашњег утврђења опстали су темељи једне куле и бедеми, чија ширина варира од 0.8 до 1.8 метара, а висина не прелази 1 метар.
Поједини историчари сматрају да би се на овом месту могла налазити Соколница, коју Константин Филозоф помиње у вези са нападом Бајазитовог (1389—1403) сина Мусе на Србију 1413. године.